# Törpe tatu
A törpe tatu vagy pichi (Zaedyus pichiy) az emlősök (Mammalia) osztályának a páncélos vendégízületesek (Cingulata) rendjébe, ezen belül az övesállatok (Dasypodidae) családjába tartozó Zaedyus nem egyetlen faja.

## Előfordulása
Argentína és Chile száraz és gyepes területein honos.

## Alfajai
- Zaedyus pichiy pichiy
- Zaedyus pichiy caurinus

## Megjelenése
Feje és testének hossza 26–33 centiméter, farka 10–14 centiméter. Testsúlya 1–2 kilogramm. Páncélja barna, hasa és farka alja krémszínű. Fejének tetején is találhatóak páncél lemezek, orra hosszú és fülei kicsik.

## Életmódja
Kisebb alagutat ás magának, ahol tartózkodik a nap folyamán, éjjel tovább keresi táplálékát. A hidegebb területeken télen hibernál. Tápláléka rovarokból, férgekből és kisebb gerincesekből áll, mint például gyíkok és kisebb rágcsálók. Esetenként gombákat is eszik.

## Szaporodása
60 napos vemhesség után, a nőstény 1–3, rendszerint 2 kölyköt hozz a világra. Körülbelül 6 hét után válnak el szüleiktől és 9–12 hónapos korban válnak ivaréretté. A legnagyobb életkor 9 éves volt emberi gondozásban.

## Fordítás
- Ez a szócikk részben vagy egészben  a   Zwerggürteltier című német Wikipédia-szócikk fordításán alapul.  Az eredeti cikk szerkesztőit annak laptörténete sorolja fel. Ez a jelzés csupán a megfogalmazás eredetét és a szerzői jogokat jelzi, nem szolgál a cikkben szereplő információk forrásmegjelöléseként.